# Adauto
Adauto Iglesias Fernández (Mieres, Asturias, 28 de octubre de 1928 - Sídney, Australia 12 de septiembre de 1991) fue un jugador de fútbol español que jugó en la posición de guardameta. Tras su carrera como futbolista fue el entrenador del club APIA Leichhardt en Australia.

## Biografía
Iglesias Fernández se hizo famoso como jugador del Real Madrid al que llegó en 1947 procedente del Caudal Deportivo, el equipo de su ciudad natal. En su primera temporada como jugador del Real Madrid fue cedido en el AD Plus Ultra, el equipo juvenil del Real Madrid, al que volvió en la temporada 1948-49. En esa temporada jugó cinco partidos con el primer equipo. La siguiente temporada fue peor para Iglesias, pues sólo jugó 3 partidos con el Real Madrid. Fue cedido de nuevo al Plus Ultra y volvió al Real Madrid para disputar la temporada 1951-52, que sería la última en la que jugó en el Real Madrid. Esa temporada disputó tan solo un encuentro en la Primera División de España. Al finalizar esa campaña fue traspasado al Celta de Vigo, donde jugó las cuatro temporadas siguientes.
El poco éxito que cosechó en el Real Madrid se debió, fundamentalmente, a que coincidió con dos grandes porteros del club, Bañón y Alonso. A pesar de ello, Iglesias es considerado uno de los jugadores míticos del club por la web oficial del Real Madrid.
En 1961 Iglesias se mudó a Australia, donde jugó hasta 1965 en la NSW State League en las filas del APIA Leichhardt, con el que ganó los campeonatos estatales de 1964 y 1965; el campeonato nacional no existía por aquel entonces. En mayo de 1964 jugó un partido como miembro del combinado nacional de Australia. Australia perdió en Melbourne 1-5 contra el Everton FC. Entre 1967 y 1969 entrenó al APIA Leichhardt.